# Монтанерос
«Монтанерос» (галис. Montañeiros CF) (исп. Montañeros CF) — галисийский футбольный клуб из города Ла-Корунья, в одноимённой провинции автономном сообществе Галисия. Клуб основан в 1977 году, домашние матчи проводит на стадионе «Элвина», вмещающем 1 500 зрителей. В Примере и Сегунде команда никогда не выступала, лучшим результатом является 10-е место в Сегунде B в сезоне 2009/10. После вылета из Сегунды B в сезоне 2011/12 команда не принимает участие в официальных соревнованиях.

## Сезоны по дивизионам
- Сегунда B - 3 сезона
- Терсера - 2 сезона
- Региональные лиги - 39 сезонов

## Достижения
- Терсера
  - Вице-чемпион: 2008/09

## Известные игроки и воспитанники
- Яго Иглесиас
- Лукас
- Рубен Ривера
- Майкель Херманн